# Ԩ
Ԩ est une lettre additionnelle de l’alphabet cyrillique qui est utilisée dans l’écriture de l’orok. Ce graphème est une forme diacritée de ‹ Н › avec un crochet sous la hampe gauche.

## Représentations informatiques
Le enne crochet gauche peut être représenté avec les caractères Unicode suivants :
| formes    | représentations | chaînes de caractères | points de code | descriptions                                    |
| --------- | --------------- | --------------------- | -------------- | ----------------------------------------------- |
| capitale  | Ԩ               | Ԩ                     | U+0528         | lettre majuscule cyrillique enne crochet gauche |
| minuscule | ԩ               | ԩ                     | U+0529         | lettre minuscule cyrillique enne crochet gauche |